# Spell
Pour plus de détails, voir Fiche technique et Distribution.
Spell est un film américain réalisé par Mark Tonderai et sorti en 2020.

## Synopsis
Un homme se rend dans la région rurale des Appalaches avec sa famille pour un enterrement. Après que son avion se soit écrasé, il se réveille seul et sans repères. Il finit par être découvert par un couple de personnes âgées, son soulagement va être de courte durée.

## Fiche technique
- Titre original : Spell
- Réalisation : Mark Tonderai
- Musique : Adriano Aponte ; Ben Onono[1] ; Sebastien Pan
- Pays :  États-Unis
- Langue : anglais
- Genre : horreur
- Durée : 91 minutes
- Date de sortie :
  - États-Unis : 30 novembre 2020 (VàD)

## Distribution
- Omari Hardwick (VF : Jean-Baptiste Anoumon) : Marquis
- Loretta Devine (VF : Maïk Darah) : Eloise
- Lorraine Burroughs